# 5932 Prutkov
5932 Prutkov este un asteroid din centura principală de asteroizi.

## Descriere
5932 Prutkov este un asteroid din centura principală de asteroizi. A fost descoperit pe 1 aprilie 1976 la Observatorul de Astrofizică din Crimeea de Nikolai Cernîh. El prezintă o orbită caracterizată de o semiaxă mare de 2,64 ua, o excentricitate de 0,09 și o înclinație de 2,2° în raport cu ecliptica.